# Malaitaglasögonfågel
Malaitaglasögonfågel (Zosterops stresemanni) är en fågel i familjen glasögonfåglar inom ordningen tättingar.

## Utseende och läte
Malaitaglasögonfågeln är en liten tätting med olivgrön ovansida och gult på buk och undergump. Bröstet är fläckat beigegrönt. På huvudet syns en tunn svart ögonring, en svart fläck framför ögat samt en lång, ljus näbb. Sången beskrivs som melodisk. Bland lätena hörs ljusa "sit" och "peep".

## Utbredning och systematik
Fågeln förekommer enbart på ön Malaita i sydöstra Salomonöarna. Den behandlas som monotypisk, det vill säga att den inte delas in i några underarter.

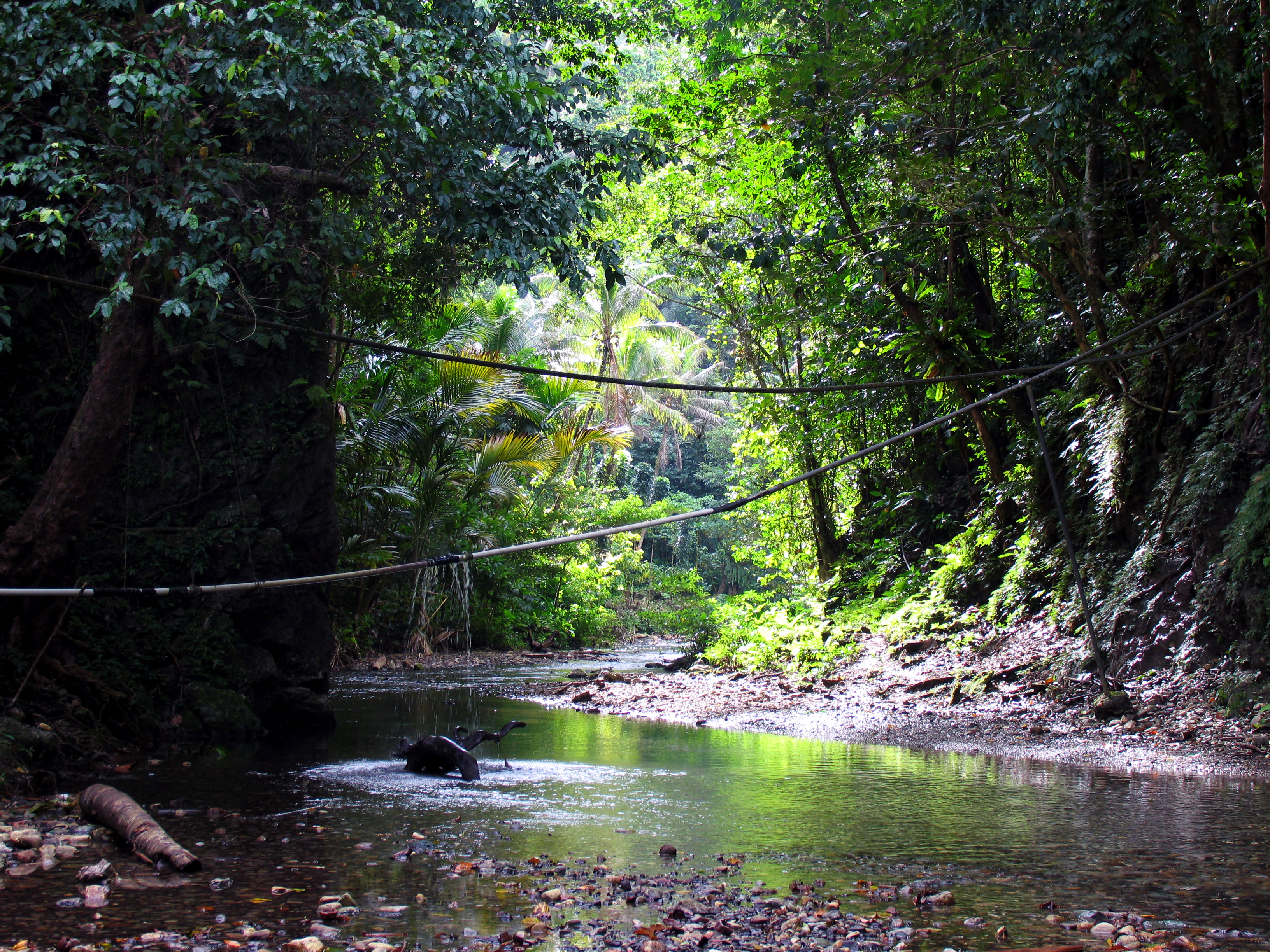
Skogsområde på ön Malaita där fågeln är endemisk.

## Levnadssätt
Malaitaglasögonfågeln är en vanlig fågel i ursprunglig skog. Den ses även i buskmarker och uppväxande ungskog, men förekommer där mindre frekvent.

## Status
Malaitaglasögonfågeln har ett litet utbredningsområde, men beståndet anses vara stabilt. IUCN kategoriserar arten som livskraftig.

## Namn
Fågelns vetenskapliga artnamn hedrar Erwin Friedrich Theodor Stresemann (1889-1972), tysk ornitolog, upptäcktsresande och samlare av specimen.